# تپه بیژگرد ۲
تپه بیژگرد ۲ مربوط به دوران پیش از تاریخ ایران باستان است و در شهرستان بروجن، بخش گندمان، شرق رودخانه آقبلاغ واقع شده و این اثر در تاریخ ۸ مرداد ۱۳۸۱ با شمارهٔ ثبت ۶۰۱۱ به‌عنوان یکی از آثار ملی ایران به ثبت رسیده است.